# شمينة
شَمِينَة (بالإسبانية: Jimena de la Frontera)‏ من بلديات مقاطعة قادس التي تقع في منطقة الأندلس جنوب إسبانيا. يبلغ عدد سكانها 9.200 نسمة وفقاً لإحصائية سنة (2002).

## معرض صور

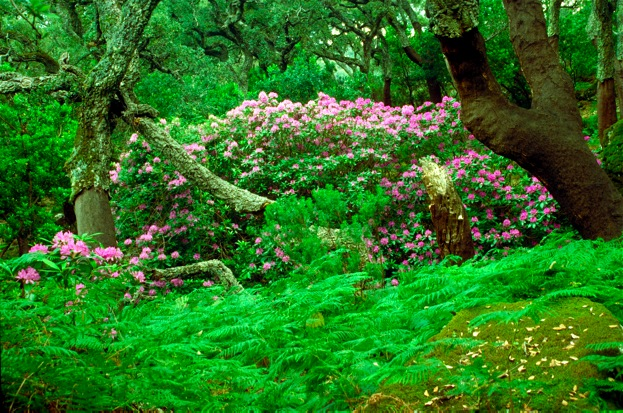
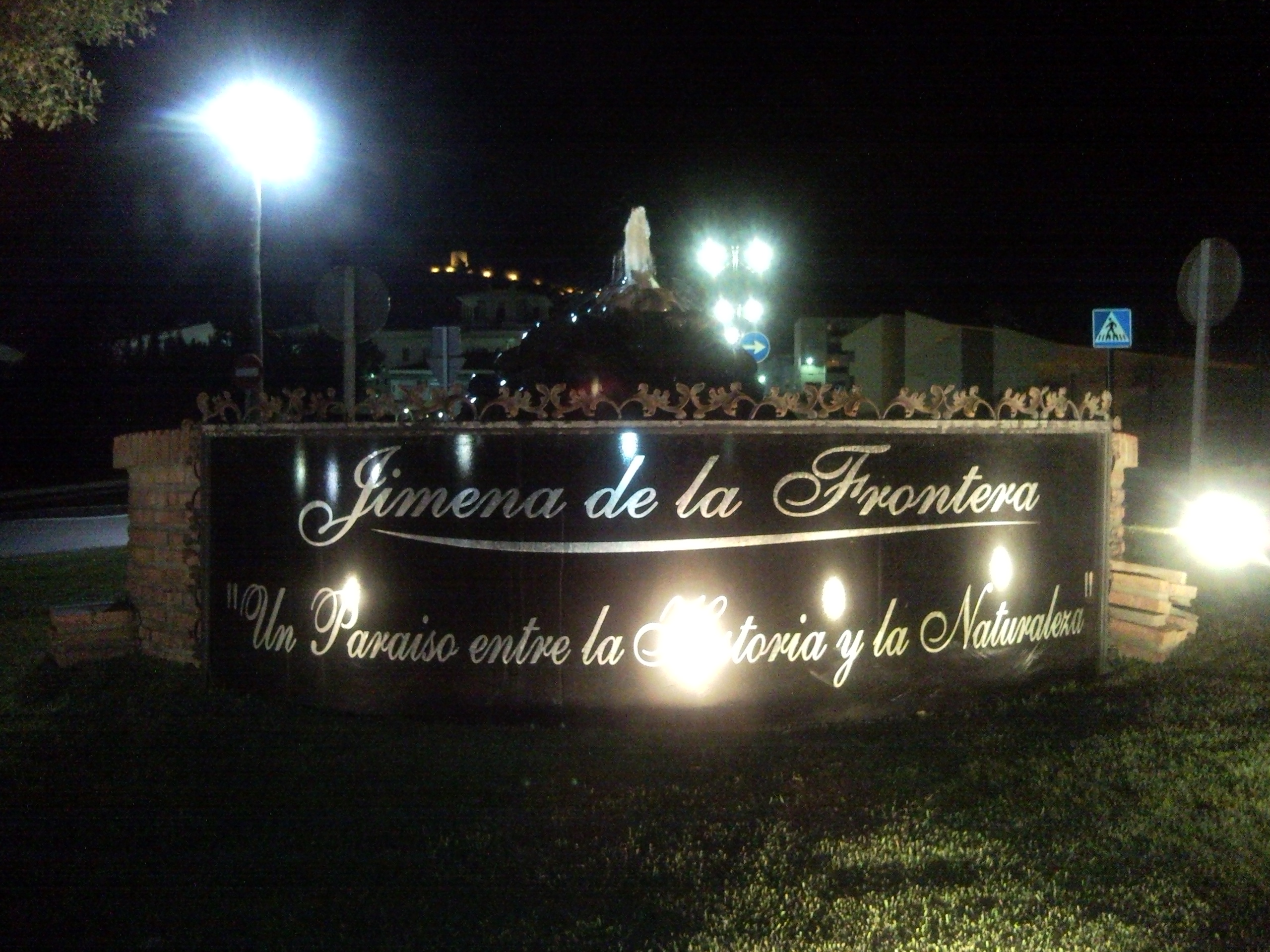
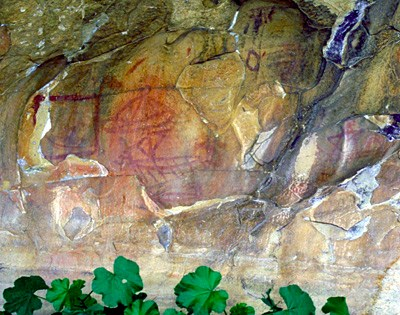
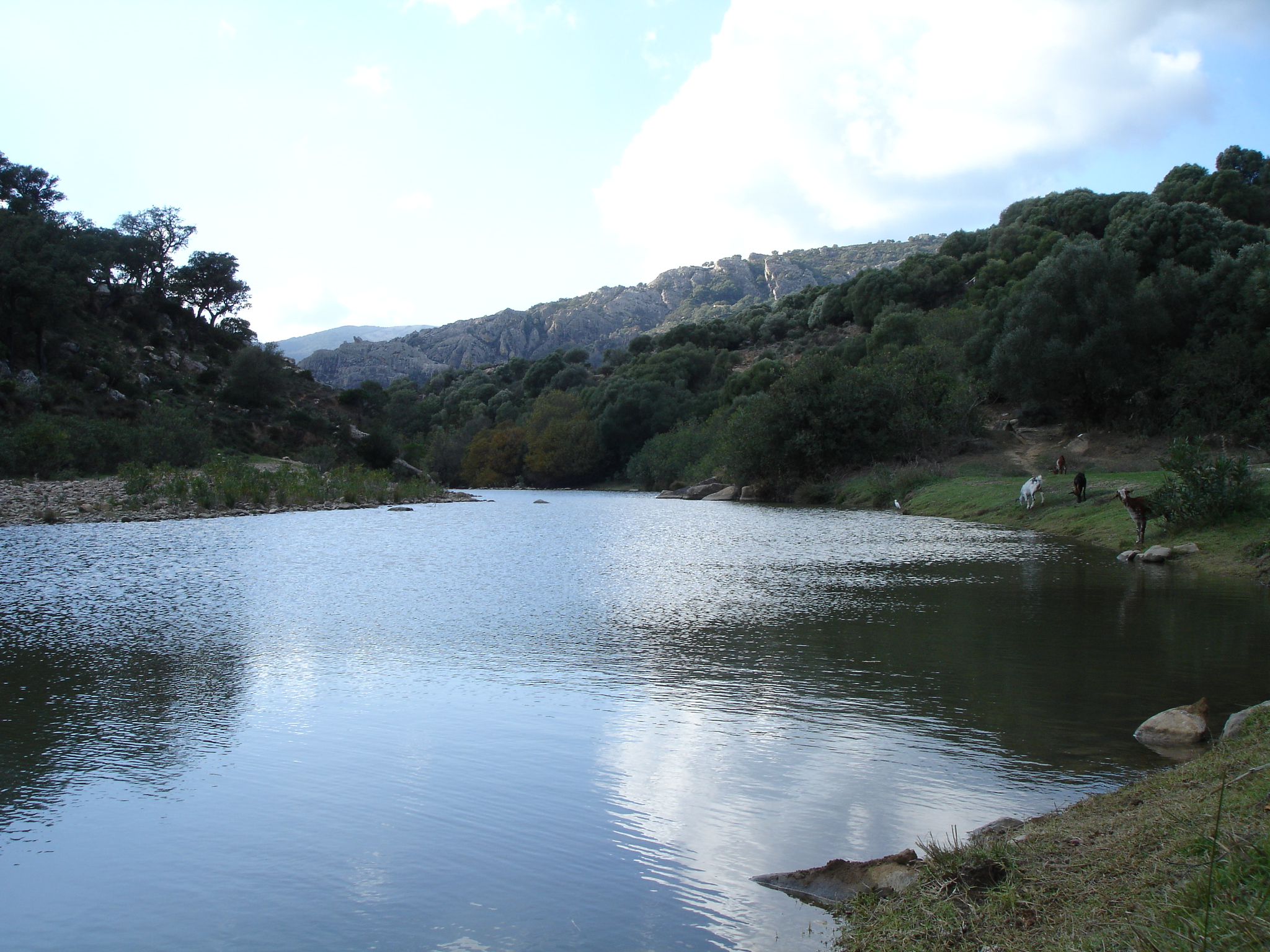

## أعلام
- أحمد بن عاشر